# Andrew Grove
Andrew Stephen Grove, nato Gróf András István (Budapest, 2 settembre 1936 – Santa Clara, 21 marzo 2016), è stato un ingegnere e imprenditore ungherese naturalizzato statunitense.
Ha partecipato alla fondazione della Intel, di cui fu a lungo presidente e uno degli artefici del successo.

## Biografia
Nato Gróf András István (in lingua ungherese il cognome si scrive prima del nome) gli amici d'infanzia lo chiamavano "Andris". Di famiglia ebrea benestante, nel 1956 durante la Rivoluzione ungherese lasciò casa e famiglia ed emigrò negli Stati Uniti, arrivando a New York nel 1957.
Nel 1960 si diplomò bachelor in ingegneria chimica al City College di New York, con i voti migliori della sua classe.
Dopo essersi trasferito in California, nel 1963 conseguì il dottorato (Ph.D.) in ingegneria chimica all'Università di Berkeley. 
Si formò professionalmente alla Fairchild Semiconductor prima di diventare il terzo dipendente della Intel Corporation. Per un errore formale ricevette il numero quattro, mentre Leslie Vadasz, assunto dallo stesso Grove, ricevette il numero tre per lo stesso errore. Grove divenne presidente di Intel nel 1979, direttore generale (CEO) nel 1987 e presidente e direttore generale delegato nel 1997. Nel 1998 rinunciò alla carica di CEO della Intel Corporation e ne rimase presidente fino al novembre del 2004. Grove continuò a lavorare in Intel come consulente esperto. 
Durante la sua gestione di Intel, Andrew Grove ideò ed introdusse in azienda il concetto di Objectives and key results (OKR), una metodologia di pianificazione strategica, che successivamente descrisse nel suo libro High Output Management del 1983.
Nel 2007 gli fu diagnosticata la malattia di Parkinson. Al fine di combattere la malattia, nel 2008 Grove donò 40 milioni di dollari alla Fondazione Michael J. Fox, che si occupa della ricerca sulla malattia.
Grove e sua moglie Eva, sposati nel 1958, hanno avuto due figlie.

## Libri

### Libri scritti da Andrew Grove
- Physics and Technology of Semiconductor Devices, Wiley, 1967 (ed. italiana Fisica e tecnologia dei semiconduttori, Franco Angeli editore)
- One on One With Andy Grove, Penguin Putnam, 1988
- High Output Management, Random House, 1995
- Only the Paranoid Survive, Doubleday, 1996
- Swimming Across: A Memoir, 2001
- con Robert Burgelman, Strategy Is Destiny: How Strategy-Making Shapes a Company's Future, 2001
- con Robert A. Burgelman e Philip E. Meza, Strategic Dynamics: Concepts and Cases, McGraw-Hill/Irwin, 2005

### Libri su Andrew Grove
- Tim Jackson, Inside Intel: Andy Grove and the Rise of the World's Most Powerful Chip Company, Plume, 1998
- Richard Tedlow, Andy Grove, Penguin, 2006